# Marius Funk
Marius Funk (* 1. Januar 1996 in Aalen) ist ein deutscher Fußballtorwart. Er stand zuletzt beim FC Ingolstadt 04 unter Vertrag und ist ehemaliger Juniorennationalspieler.

## Karriere

### Verein
In der Jugend wechselte Funk 2009 vom FV 08 Unterkochen zum 1. FC Heidenheim. Ein Jahr später ging Funk in das Nachwuchsleistungszentrum des VfB Stuttgart. In der Saison 2012/13 gewann Funk mit den Stuttgartern die Deutsche U17-Meisterschaft. Zur Spielzeit 2015/16 wurde er in den Kader der zweiten Mannschaft des VfB befördert. Am 25. Juli 2015 gab Funk mit dem VfB Stuttgart II am ersten Spieltag der Saison 2015/16 in der 3. Liga gegen Dynamo Dresden sein Profidebüt. Es kamen weitere sechs Einsätze hinzu, am Ende der Saison stieg die Stuttgarter Reserve als Tabellenletzter aus der 3. Liga ab.
Funk wechselte daraufhin zum Zweitligisten SpVgg Greuther Fürth. Dort war er Ersatztorhüter hinter Stammkeeper Sascha Burchert und kam gelegentlich für die zweite Mannschaft des Vereins in der Regionalliga Bayern zum Einsatz. Anfang Mai 2020 wurde der Vertrag des Torwarts bis Juni 2022 verlängert. 2021 stieg er mit der Mannschaft in die Bundesliga auf. Zum Saisonbeginn 2021/22 war Funk in der Bundesliga weiterhin die Nummer zwei hinter Stammtorhüter Sascha Burchert, wurde aber als Torhüter für die Spiele im DFB-Pokal festgelegt. Dort schied das Kleeblatt jedoch bereits in der ersten Runde gegen den SV Babelsberg 03 aus. Ab dem siebten Spieltag gegen Köln verdrängte er Burchert als Nummer 1 im Tor der Franken. Er spielte daraufhin acht Partien in der Bundesliga, ehe er sich im Dezember 2021 verletzte und für rund drei Monate ausfiel. Seinen Stammplatz verlor er daraufhin an den im Winter neuverpflichteten Andreas Linde und absolvierte nach seiner Rückkehr kein Spiel mehr. Am Saisonende stieg die Mannschaft zurück in die zweite Liga ab.
Eine Verlängerung seines im Sommer 2022 auslaufenden Vertrags in Fürth lehnte Funk ab und schloss sich für die folgende Saison dem Drittligisten FC Ingolstadt 04 an. Dort wurde er Stammtorhüter. Mit der Mannschaft gewann er 2024 den bayerischen Landespokal. Im Sommer 2025 verließ Funk den FC Ingolstadt 04.

### Nationalmannschaft
Am 9. November 2010 debütierte Funk für die deutsche U15-Nationalmannschaft gegen Polen. In der Qualifikation zur U17-Europameisterschaft 2013 stand er im Tor des U17-Nationalteams von Deutschland. Für die deutsche U18-Nationalelf absolvierte Funk am 14. November 2013 gegen die Niederlande und am 16. April 2014 gegen England zwei Spiele. Bei der U19-Europameisterschaft 2015 war er der Stammtorhüter der deutschen U19-Nationalmannschaft und schied mit ihr als Gruppenletzter aus.

## Erfolge
- Deutscher B-Junioren-Meister: 2013
- Aufstieg in die 1. Bundesliga: 2021
- Bayerischer Fußballpokal: 2024

## Privates
Sein älterer Bruder Patrick (* 1990) wurde ebenfalls Profifußballer.